# کنه پاسیاه
ایکسودس اسکاپولاریس (نام علمی: Ixodes scapularis) یا کنه آهو نام یک گونه از راسته کنه از خانواده سخت‌کنه‌ها (Ixodidae) است است.
کنه‌ها از جمله انگلهای اجباری هستند که با خونخواری از حیوانات مختلف و دام‌ها باعث ایجاد کم‌خونی می‌گردند اما مهمتر از آن بیماریهایی مانند بیماری لایم، بابزیوز و (HGA) است که توسط آنها عامل بیماری منتقل می‌گردند.